# Claudio Pato
Claudio Pato es un poeta español nacido en Orense en 1962. Hermano de la también poeta Chus Pato.
Ha participado en varias publicaciones colectivas dentro del grupo Bilbao, de poetas gallegos residentes en Madrid. Así mismo ha colaborado en varias revistas: Dorna, Madrigal y Loia.
Es miembro activo del grupo de intervención sociocultural Redes Escarlata de Santiago de Compostela.

## Obras
- O almorzo do pintor de iconos Andrei Rublev (1997).
- Unha vida de traballo nos bosques do cánabo (2002).

- Datos: Q8346825
- Multimedia: Claudio Pato / Q8346825